# Anna Kuliscioff

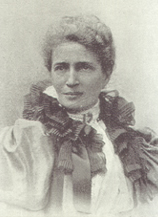
Anna Kuliscioff, ca. 1907

Anna Kuliscioff (italienische Transkription, russisch Анна Моисеевна Кулишёва, Anna Kulischowa, eigentlich Анна Моисеевна Розенштейн, Anna Moissejewna Rosenstein; * 1857 in Moskaja bei Simferopol, Krim; † 27. Dezember 1925 in Mailand) war eine Revolutionärin jüdisch-russischer Herkunft, eine engagierte Feministin, eine von Bakunin geprägte Anarchistin und eine engagierte Sozialistin, die zumeist in Italien tätig war.

## Leben
Als eine der ersten Frauen Russlands studierte Anna Kuliscioff Medizin in Kiew und für einige Jahre in Zürich. 1873 heiratete sie Pjotr Makarewitsch und kehrte nach Russland zurück. Ihr Mann wurde 1874 wegen anarchistischer Betätigung verhaftet und starb im Gefängnis, während sie selbst abtauchte und sich einer radikalen Gruppe anschloss. Als diese ausgehoben wurde, flüchtete sie im April 1877 mit einem falschen Pass nach Paris, wo sie sich mit dem italienischen Sozialisten Andrea Costa liierte und den Namen Kuliscioff annahm. Wegen ihrer politischen Aktivitäten wurde sie in den nächsten beiden Jahren sowohl in Frankreich, in Italien und in der Schweiz verhaftet. In einem Gefängnis in Florenz zog sie sich Tuberkulose zu.
Anfang 1881 ließ sie sich mit Costa bis zu ihrer Wegweisung im Januar 1882 in dessen Heimatstadt Imola und im Dezember dieses Jahres brachte sie die Tochter Andreina zur Welt. Gegen den Widerstand ihres Partners nahm sie ihr Medizinstudium wieder auf, zunächst in Bern und Pavia. Im Januar 1885 erkrankte sie an Typhus und verbrachte den Sommer 1885 mit ihrer Tochter zur Kur im Haus einer Russin am Comer See. In einem Brief, den sie dort schrieb, teilte sie Andrea Costa ihren Wunsch mit, ihre gescheiterte Beziehung zu beenden. Nur unter Schwierigkeiten gelang es ihr, Praktikumsplätze zu finden und endlich in Neapel 1887–1888 zu promovieren, als einzige Frau unter 209 Männern in jenem Jahrgang. In Turin und Padova spezialisierte sie sich in Gynäkologie.
1885 begann Anna Kuliscioff eine Beziehung zu Filippo Turati, einem der bekanntesten italienischen Sozialisten großbürgerlicher Herkunft, der ihr ein sorgenfreies Leben ermöglichte. Umgekehrt profitierte Turati von ihrer politischen Erfahrung. Dennoch arbeitete sie als Ärztin in Mailand, vor allem als Frauenärztin, und von diesen Erfahrungen her bestimmte sich ihr kämpferischer Feminismus. 1891 gab sie ihren Arztberuf aus gesundheitlichen Gründen auf und übernahm die Redaktion von Critica Sociale, einem der bedeutendsten sozialistischen Blätter des Landes, dessen Hauptautorin sie wurde. 1892 arbeitete sie u. a. mit Turati und mit der Feministin Anna Maria Mozzoni an der Gründung des PSI (Partito Socialista Italiano) zusammen, trat der Partei aber nicht bei. Nach dem Bava-Beccaris-Massaker 1898 wurden sie und Filippo Turati verhaftet. Als militante Aktivistin für das Frauenwahlrecht stand sie nicht selten vor Gericht und hatte auch mehrere Haftstrafen abzubüßen. Sie gehörte zum Parteivorstand und galt als der führende Kopf der italienischen Sozialisten. Zur Frauenbewegung stieß sie durch einen aufsehenerregenden Vortrag über die Lage der Arbeiterinnen in Norditalien, deren schweres Leben sie aus eigener Anschauung kannte. Der PSI hielt dank Kuliscioff stets den Kontakt zu den sogenannten orthodoxen Sozialisten, insbesondere zu Friedrich Engels. Um die Jahrhundertwende war Kuliscioff führend an Streiks und den Aktivitäten der Frauenbewegung (Stimmrecht, gleicher Lohn für gleiche Arbeit, Acht-Stunden-Tag und ähnlichem) beteiligt. Unter dem Einfluss von Benito Mussolini gewann der linke Parteiflügel immer mehr an Einfluss. Obwohl Mussolini wegen interventionistischer Tendenzen 1914 die Partei verlassen musste, erstarkte der linke Flügel weiter, was im Jahr 1921 zur Trennung führte. Kuliscioff und Turati gehörten gemeinsam zu den Gründern der neuen gemäßigten Partito Socialista Unitario, die nach der Ermordung von Giacomo Matteotti von Mussolini in den Untergrund gedrängt wurde.
Anna Kuliscioff starb im Dezember 1925 an den Spätfolgen der Tuberkulose. Ihre Beisetzung wurde zu einem politischen Fanal trotz massivster Störungen durch faschistische Schlägertrupps. Turati war zu dem Zeitpunkt schon nach Paris geflohen, konnte aber an den Beisetzungsfeierlichkeiten teilnehmen.

## Nachwirken
Zu ihren Ehren wurde in Mailand die Stiftung Anna Kuliscioff eingerichtet, die über eine Bibliothek von 35.000 Büchern und Druckwerken verfügt, die sich mit der Geschichte des Sozialismus befassen.